# أوربانو راتاتسي
أوربانو راتاتسي (بالإيطالية: Urbano Rattazzi)‏ سياسي إيطالي (20 يونيو 1808 - 5 يونيو 1873) تولى رئاسة الحكومة في مملكة إيطاليا مرتين

## رئاسة الحكومة
- من 3 مارس إلى 8 ديسمبر 1862.
- من 10 أبريل إلى 27 أكتوبر 1867.

## روابط خارجية
- أوربانو راتاتسي على موقع الموسوعة البريطانية (الإنجليزية)